# Улица Татлина
У́лица Та́тлина — пешеходная улица на юге Москвы в Даниловском районе Южного административного округа от набережной Марка Шагала до улицы Архитектора Мельникова, и от бульвара Братьев Весниных до улицы Архитектора Леонидова.

## Происхождение названия
Безымянный проезд получил название в марте 2016 года в честь русского советского живописца, графика, дизайнера, художника театра, родоначальника конструктивизма Владимира Татлина (1885—1953). Одновременно 14 улиц в районе бывшей промышленной зоны завода имени Лихачева («ЗИЛ») были названы именами известных авангардистов, архитекторов и конструктивистов XX века в связи с тем, что на этой территории планировалось создать музей «Эрмитаж-Москва» и открыть кукольный и драматический театры.

## Описание
Улица начинается от набережной Марка Шагала, проходит на восток, слева к ней примыкает улица Архитектора Гинзбурга, пересекает улицы Архитектора Голосова, Архитектора Щусева и оканчивается примыканием к улице Архитектора Мельникова. На планах 2021 года улица Татлина продолжалась на восток до бульвара Братьев Весниных или до улицы Архитектора Леонидова. С началом строительства ЖК «Гранд», стилобат которого перекрыл трассы улиц Татлина и Лентулова, улица Татлина стала заканчиваться на улице Архитектора Мельникова. Застройка улицы сформировалась к 2023 году с завершением местных достопримечательностей — «дома с голубями» и «Золотой арки».
Кроме того, к улице Татлина относится и короткий, в один квартал, проезд от от бульвара Братьев Весниных до улицы Архитектора Леонидова. Севернее этого проезда, который в 2025 году занят стройплощадкой ЖК «Спарк», располагается завершённое, но так и не введенное в экплуатацию здания музея «Коллекция».